# Feet First
Feet First és una pel·lícula nord-americana, dirigida per Clyde Bruckman i interpretada per Harold Lloyd, que es va estrenar el 30 d'octubre de 1930. Va ser la segona pel·lícula parlada de Harold Lloyd i la primera filmada com a pel·lícula sonora, ja que l'anterior, Welcome Danger (1929), va ser rodada primer sense só i després va ser reeditada per introduir-hi els diàlegs.

## Argument
Harold Horne, és un aprenent que vol arribar a ser venedor en la sabateria Tanner de Honolulu, una de les sabateries de la cadena propietat de John Tanner. Ell confia en progressar dins del negoci i arribar a ser venedor, per això es fixa com ho fan els venedors de la botiga i practica als sòtans amb una cama de maniquí. L'encarregat li diu que no té cap possibilitat d'arribar a ser venedor, ja que no té prou personalitat. Un dia veu una noia a la sabateria, Barbara, que és la secretària del senyor Tanner. Ell creu que és la filla del senyor Tanner i quan, una mica després la troba pel carrer discutint amb un camioner amb qui ha tingut un petit xoc ràpidament l'ajuda a solucionar la discussió. Tot i que se n'enamora, ell creu que no té cap possibilitat d'aconseguir el seu amor, ja que està molt per sobre del seu nivell.
Gràcies a un anunci en una revista, s'apunta a un curs per correspondència per tal de tenir més personalitat i guanyar confiança que, segons la publicitat, pot arribar a fer-lo ric. Acabat el curs es fa fer un smoking i gràcies al senyor Carson, un inquilí en la seva pensió que li proporciona una invitació que ha trobat, es dirigeix a un club d'elit. Un cop allà, s'adona que ha oblidat l'invitació però aconsegueix entrar despistant els porters. Dins, coneix un borratxo que el presenta a Mr. Tanner i es retroba amb Barbara i tots dos s'agraden molt. Ell es fa passar per un milionari que ha fet fortuna en la indústria del cuir i s'assabenta que els Tanner marxaran aviat cap a Los Angeles.
Més endavant, el curs per correspondència ha fet de Harold una persona amb personalitat i ara ja és venedor a la botiga. Un dia Barbara es presenta a la botiga acompanyant Mrs. Tanner. Harold, per evitar ser reconegut comet múltiples errors emprobant les sabates a la dona del cap. En la següent escena Harold arriba en el darrer moment per portar un paquet a un client que és dalt del creuer que porta Barbara i els Tanner cap al continent. En ser descobert per Barbara simula ser allà com un passatger més i no pot desembarcar abans de la partida del vaixell. Durant el viatge haurà d'intentar no ser enxampat per la tripulació, alimentar-se, i quan en el diari d'abord apareix un anunci a tota plana amb la seva fotografia fent propaganda de l'èxit del seu curs per correspondència, haurà d'aconseguir que Barbara no el descobreixi. Malauradament, encara que aconsegueix agafar tots els exemplars de la papereria, en voler-los llençar al mar acabaran caient sobre coberta i es dispersaran per tot el vaixell. Malgrat aconseguir desfer-se de tots els diaris al final és descobert per la tripulació. Els despista i, quan es disposa a explicar a Barbara la situació, apareix Mr. Tanner queixant-se a la secretària d'un problema amb un contracte que hauria d'arribar a Los Angeles dos dies abans que arribi el creuer i li assegura que a l'arribada la despedirà. Harold defensa Barbara i promet que farà arribar el contracte a temps.
Amagat dins una saca de correu és embarcat en un hidroavió i desplaçat al continent. Allà, la seva saca, abans de ser carregada al camió de repartiment queda sobre una gòndola de pintors de façanes que és elevada cap amunt d'un gratacels. Harold queda allà suspès i ha de lograr baixar entremig de múltiples situacions de perill. Al final logra arribar a terra i arriba a temps d'entregar el contracte. Tanner, en gratitud a l'ajuda, li ofereix dirigir la Tanner del districte oest. Al final, Barbara i Harold poden acabar junts.

## Repartiment
- Harold Lloyd (Harold Horne)
- Barbara Kent (Barbara)
- Robert McWade (John Quincy Tanner)
- Alec B. Francis (Mr Carson)
- Lillian Leighton (Mrs Tanner)
- Noah Young (mariner)
- Henry Hall (Endicott)
- Arthur Housman (borratxo)
- Willie Best (conserge)
- Leo Willis (conductor el camió)